# Helen Forrest

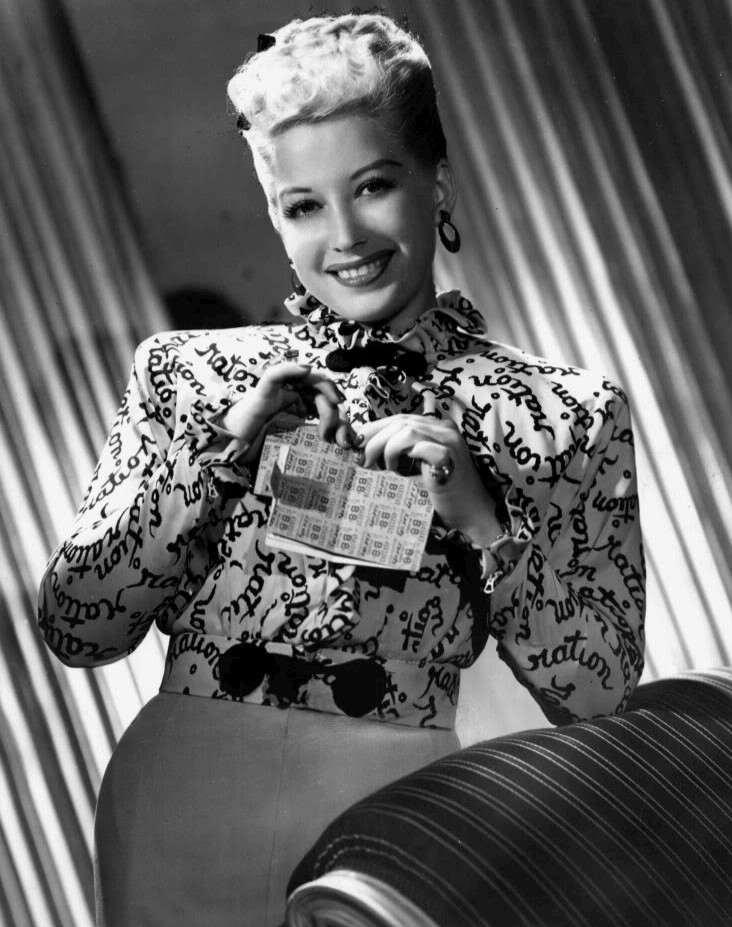
Helen Forrest in 1945

Helen Forrest (geboren Helen Fogel) (Atlantic City, 12 april 1917 - Woodland Hills, 11 juli 1999) was een Amerikaanse zangeres uit het bigband-tijdperk. Ze zong onder meer in de orkesten van Artie Shaw en Benny Goodman en was zeer populair in de jaren dertig en veertig.
Ze begon haar carrière in de band van haar broer, in Washington D.C. en werd in 1938 aangenomen door bandleider Artie Shaw als vervanger van Billie Holiday. Met Shaw nam ze 38 singles op, waaronder de hits "They Say" en "All the Things You Are". Eind 1939 werd ze aangenomen door Benny Goodman, waar ze tot 1941 werkte. Hier zong ze onder meer op de hit "The Man I Love". In 1940 nam ze op met het trio van Nat King Cole en met de band van Lionel Hampton. In 1941 kwam ze bij Harry James werken, waarmee ze haar grootste hits had, zoals "I Had the Craziest Dream" en "I Don't Want to Walk Without You". Met James had ze ook enige tijd een relatie. Eind 1943 verliet ze James' orkest om een solocarrière te beginnen. Door haar werk bij de grote bands van die tijd stond ze bekend als the voice of the name bands.
Van 1944 tot 1947 zong ze bij de radioshow van Dick Haymes. Met Haymes nam ze ook succesvolle duetten op, waaronder "Some Sunday Morning". In 1944 trad ze met het orkest van Harry James op in de film "Bathing Beauty". Ook was ze te zien in "Two Girls and a Sailor". In het begin van de jaren zestig zong ze in Tommy Dorsey's Orchestra, geleid door Sam Donahue. In de jaren zeventig en tachtig zong ze in supper clubs. In 1983 kwam haar laatste plaat uit. In haar platencarrière heeft ze meer dan 500 songs opgenomen.
Forrest was tevens een mensenrechten-activist. In 1999 overleed ze door hartfalen.

## Discografie
- Voice of the Name Bands, Capitol, 1956
- I Wanna Be Loved, Hindsight, 1993
- Cream of Helen Forrest, Flapper, 1996
- Voice of the Big bands, Jasmine, 1997
- On the Sunny Side of the Street, Audiophile, 1999
- Complete Helen Forrest With The Harry James Orchestra, Collector's Choice Music, 1999
- Sweet & Simple, Jasmine, 2000
- Complete Helen Forrest With Benny Goodman, Collector's Choice Music, 2002